# Радошовце (окръг Скалица)
Радошовце (на словашки: Radošovce) е село в югозападна Словакия, в Търнавски край, в окръг Скалица. Според Статистическа служба на Словашката република към 31 декември 2021 г. селото има 1766 жители.
Разположено е на 224 m надморска височина, на 10 km югоизточно от Скалица. Площта му е 26,6 km². Кмет на селото е Ивета Матушова.

## Личности
Родени в Радошовце:
- Людмила Пайдушакова – първата словашка астрономка.